# 横截面数据
横截面数据，也称截面数据、静态数据，是统计学与计量经济学中的一类数据集，通过观察许多主体（如个人、公司、国家、地区等）在同一时间点或同一时间段截面上反映一个总体的一批（或全部）个体的同一特征变量的观测值。例如，经济普查数据、人口普查数据、家庭收入调查数据。横断面数据分析通常比较被选择的主体的差异。
与之相对的是时间序列数据，小规模数据或者聚集数据在一系列时间点上被观测。面板数据（或称纵向数据）是截面数据与时间序列数据的结合。面板数据不同于混合横截面数据（pooled cross-sectional data）。面板数据是对 同一主体的不同时间点的观测值。混合横截面数据是在不同时点从同一个大总体内部分别抽样，将所得到的数据混合起来的一种数据集。如许多关于个人、家庭和企业的调查，每隔一段时间，常常是每隔一年，重复进行一次，如果每个时期都抽取一个随机样本，那么把所得到的随机样本合并起来就给出一个混合横截面。
横截面数据可施加横截面回归，及对截面数据的回归分析。 

## 进一步阅读
- Gujarati, Damodar N.; Porter, Dawn C. .  Fifth international. New York: McGraw-Hill. 2009: 22–28. ISBN 978-007-127625-2.